# Beatrice Bartelloni
Beatrice Bartelloni (Trieste, 5 febbraio 1993) è un'ex ciclista su strada e pistard italiana, tre volte campionessa nazionale di inseguimento a squadre. Dalla stagione 2012-2013 fino a fine carriera ha fatto anche parte della Nazionale italiana di specialità, partecipando anche ai Giochi olimpici di Rio de Janeiro 2016.

## Carriera
Nata nel 1993 a Trieste, inizia a praticare il ciclismo da bambina, dopo aver praticato altri sport, tra cui il pattinaggio artistico.
Attiva sia su strada che su pista, su strada partecipa ai Mondiali di Copenaghen 2011 nella gara in linea junior, arrivando ottava, a due Giri d'Italia, nel 2016 e nel 2017, vincendo inoltre la classifica giovani del Ladies Tour of Qatar 2015. Su pista già da junior e Under-23 ottiene invece numerose medaglie ai campionati italiani, oltre a un bronzo ai Mondiali di Mosca 2011 nell'inseguimento a squadre junior, e a quattro medaglie agli Europei (bronzo nell'inseguimento individuale junior, con record italiano, e oro in quello a squadre junior ad Anadia 2011, anch'esso con record italiano, bronzi nell'inseguimento a squadre U23 ad Anadia 2013 ed Anadia 2014).
Da Elite si aggiudica un bronzo nell'inseguimento a squadre ai campionati europei 2014 a Baie-Mahault, tre titoli italiani nella medesima specialità, e una tappa (a Cali) e la classifica finale di Coppa del mondo 2012-2013 sempre nell'inseguimento a squadre. Nel 2016 grazie ai risultati ottenuti in Coppa del mondo riesce, assieme alle compagne di inseguimento, a qualificare l'Italia per la prima volta nella storia del ciclismo femminile ai Giochi olimpici di Rio de Janeiro; qui, sostituendo Simona Frapporti nella finale per il quinto posto, persa contro l'Australia, ottiene con la squadra il sesto posto di specialità. 
Conclude la sua attività agonistica a metà della stagione 2018, per dedicarsi ad altri progetti riguardanti la vita privata.

## Palmarès

### Strada

#### Altri successi
- 2015 (ALÉ-Cipollini)

Classifica giovani Ladies Tour of Qatar

### Pista
- 2010 (Juniores)

Campionati Italiani, Inseguimento a squadre junior
- 2011 (Juniores)

Campionati italiani, Inseguimento individuale junior
Campionati europei, Inseguimento a squadre junior
- 2012 (due vittorie)

Campionati italiani, Inseguimento a squadre
1ª tappa Coppa del mondo 2012-2013, Inseguimento a squadre (Cali)
- 2013 (due vittorie)

Campionati italiani, Inseguimento a squadre
Copa Internacional de Pista, Scratch
- 2014 (una vittoria)

Campionati italiani, Inseguimento a squadre

#### Altri successi
- 2013

Classifica finale Coppa del mondo 2012-2013, Inseguimento a squadre

## Piazzamenti

### Grandi Giri
- Giro Rosa

2016: 95ª
2017: ritirata (7ª tappa)

### Competizioni mondiali

#### Strada
- Campionati del mondo

Copenaghen 2011 - In linea junior: 8ª

#### Pista
- Campionati del mondo

Mosca 2011 - Inseguimento a squadre junior: 3ª
Minsk 2013 - Inseguimento a squadre: 8ª
Cali 2014 - Inseguimento individuale: 12ª
St. Quentin-en-Yv. 2015 - Inseguimento a squadre: 8ª
Londra 2016 - Inseguimento a squadre: 6ª
Londra 2016 - Inseguimento individuale: 8ª
- Giochi olimpici

Rio de Janeiro 2016 - Inseguimento a squadre: 6ª

## Onorificenze
- Medaglia di bronzo al valore atletico (28 ottobre 2014)
- Medaglia di bronzo al valore atletico (27 luglio 2015)
- Medaglia di bronzo al valore atletico (20 giugno 2017)